# Apanteles liopleuris
Apanteles liopleuris är en stekelart som beskrevs av Szepligeti 1914. Apanteles liopleuris ingår i släktet Apanteles och familjen bracksteklar. Inga underarter finns listade i Catalogue of Life.